# 4-Way Diablo
4-Way Diablo to ósmy studyjny album amerykańskiego stonerrockowego zespołu Monster Magnet. Nagrany został w różnych studiach nagraniowych: Sound City Studios, American Studios, The Sunset Lodge i Hydeaway Studios w roku 2006 i 2007. 19 września 2007 kopia promocyjna albumu przeciekła do internetu. Płyta wydana została 6 listopada 2007.

## Lista utworów
Słowa Dave Wyndorf z wyjątkiem utworu 6, który jest coverem piosenki zespołu The Rolling Stones
1. 4-Way Diablo – 3:19
2. Wall of Fire – 3:44
3. You're Alive – 4:03
4. Blow Your Mind – 4:27
5. Cyclone – 5:32
6. 2000 Light Years from Home – 4:51 (Mick Jagger, Keith Richards)
7. No Vacation – 5:01
8. I'm Calling You – 4:21
9. Solid Gold – 5:51
10. Freeze and Pixillate – 4:25
11. A Thousand Stars – 5:29
12. Slap in the Face – 4:26
13. Little Bag of Gloom – 2:18

## Wykonawcy
- Dave Wyndorf – wokal
- Ed Mundell – gitara
- Jim Baglino – gitara basowa
- Bob Pantella – perkusja